# Proteinová dieta

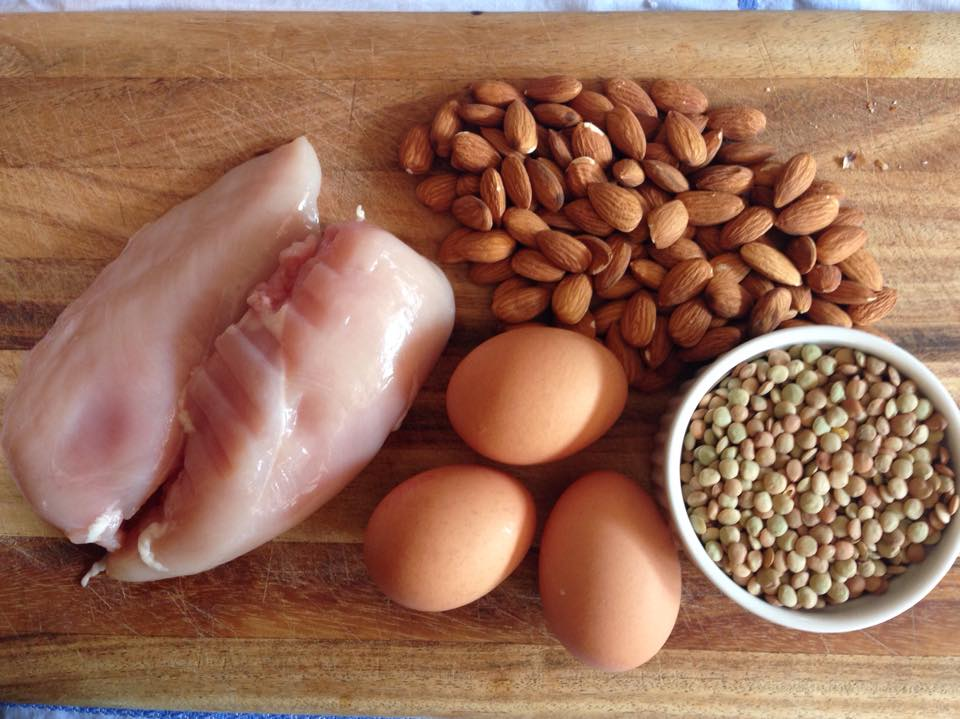
Proteinové diety vedou ke zvýšení množství proteinů (bílkovin) v potravě na úkor sacharidů (cukrů), viz potraviny s vysokým podílem proteinů rostlinného i živočišného původu

Proteinová dieta je obecné označení takových typů diet, které vedou k vyšší konzumaci proteinů (bílkovin), než jaká jsou obvyklá doporučení odborných lékařských a výživových asociací. Cílem diet je typicky nahrazení příjmu velké části cukrů (sacharidů) za proteiny. Mohou být jak bohaté (Atkinsova a Stillmanova dieta, Protein Power) tak naopak chudé na nasycené tuky (The Zone Diet, Sugar Busters). Příjem proteinů se při těchto dietách pohybuje nad 20-25 % denního příjmu kalorií, ačkoli v definici přesné hranice se odborná literatura liší.
Mezi tento typ diet spadají jak klinicky neověřené módní diety (tzv. fad diety) tak i diety úspěšně využívané k léčebným účelům (např. ketogenní dieta).
Problematika dlouhodobého užívání těchto diet pouze za účelem zhubnutí spočívá v restrikci některých typů potravin bohatých na vitamíny a minerály (jako ovoce) i komplexních cukrů (vláknina), vysokému příjmu nasycených tuků, negativním vlivům na játra a ledviny a nedostatečné prozkoumanosti dlouhodobých negativních efektů na tělo hlavně z hlediska dopadu na kardiovaskulární systém, možné zvýšené riziko rakoviny střev a řídnutí kostí.

## Princip
Princip úspěšnosti jednotlivých typů proteinových diet záleží na poměru hlavních živin (cukrů, bílkovin a tuků) v jimi doporučovaném jídelníčku. Zvýšený příjem bílkovin je spojován s větším pocitem zasycení po jídle, což omezuje další příjem potravy a může zvyšovat i dietou indukovanou termogenezi v těle.
U proteinových diet, které zároveň výrazně omezují příjem cukrů (pod 50 gramů denně), spočívá jejich účinnost ve změně metabolismu. Tělo začne kvůli nedostatku cukrů využívat k výrobě energie primárně nebo pouze tuky. Tento stav se nazývá nutriční ketóza. Tuk je zpracován na tzv. ketolátky, které mohou vstupovat do Krebsova cyklu. Zvýšený příjem proteinů je pak prevencí proti svalové atrofii, tedy aby tělo nezačalo zpracovávat existující svalovou hmotu a nezískávalo energii z ní.

### Jídelníček
Různé proteinové diety se od sebe liší ve složení doporučovaných potravin, typicky ale vylučují z jídelníčku hlavně zdroje cukrů (sacharidů), primárně těch s vysokým glykemickým indexem (obiloviny, brambory, sladké ovoce). Vhodně vedená proteinová dieta by se měla vyhýbat vysoce zpracovaným masným výrobkům (salámy a uzeniny) a sacharidům (sladkosti, brambůrky) a spíše cílit na konzumaci potravin bohatých na vlákninu a nenasycené tuky.
Jídelníček se typicky skládá ze zdrojů bílkovin, tuků a komplexních cukrů (vlákniny). Základem je libové maso, vejce, výrobky ze sójových bobů (tofu apod.), zelenina, luštěniny či mléčné výrobky. Vhodné jsou tak maso (včetně tučných ryb), sýr, vejce, tvaroh, máslo, tučný jogurt, oříšky, semínka (s nízkým obsahem sacharidů), dále brokolice, květák, salát, okurky, celer, ředkvičky, zelí, cuketa i avokádo.

## Vliv na zdraví
U některých proteinových diet spadajících do kategorie módních diet není jejich bezpečnost potvrzená klinickými studiemi. Krátkodobý efekt některých typů, které jsou využívané pro léčebné účely, je četně studií popisujících jejich pozitiva i rizika, ale pouze v krátkodobém horizontu (zhruba do dvou let). Dlouhodobé dodržování těchto diet pouze pro účely hubnutí tak není odborníky doporučováno.

### Pozitiva
Krátkodobé dodržování proteinových diet vede ke snížení váhy a také k většímu pocitu zasycení po jídle. Mohou tak napomáhat k efektivní redukci váhy u obézních pacientů. Nízkokalorická dieta složená z většího množství proteinů může potenciálně zvyšovat senzitivitu těla na inzulín a některé typy proteinových diet bývají tak dávány do vztahu s potenciálem pro zlepšení stavu pacientů s diabetem II. typu.

### Rizika
Dlouhodobé efekty dodržování vysoko proteinových diet nejsou dostatečně prozkoumané, studie na zvířecích modelech ale ukazují negativní vliv na kardiovaskulární systém a redukci kostní tkáně. Studie těchto faktorů u lidských pacientů nejsou z hlediska výsledků v jednoznačné shodě, důvodem je pravděpodobně složitost metabolických drah, které může vysoký příjem proteinů ovlivňovat.
Diety bohaté na proteiny mají ale u člověka přirozeně vliv na zvýšení funkce ledvin kvůli potřebě vyloučení většího množství dusíkatých sloučenin močí, což může vést k poškození ledvin nebo vzniku ledvinových kamenů. Větší riziko přitom představují proteiny živočišného původu. Těmto dietám by se tak měli vyhýbat pacienti, kteří trpí onemocněním nebo špatnou funkcí ledvin, a riziko představují i pro zdravé jedince.

## Historie proteinových diet
Diety založené na vysokém podílu proteinů ve stravě mají dlouhou historii v medicínské praxi. Jednou z nejstarších je ketogenní dieta určená k léčbě farmakorezistentních epilepsií hlavně u dětských pacientů, která byla poprvé popsána a využita v roce 1921. V roce 2003 byla za stejným účelem vyvinuta tzv. modifikovaná Atkinsova dieta na základě Atkinsovy proteinové diety publikované již v roce 1972.
Mezi další léčebně užívané proteinové diety patří v 70. letech vytvořená PSMF - Protein Sparing Modified Fast ("proteiny šetřící modifikovaný půst"), která je určena pro rychlé hubnutí u obézních pacientů a zahrnuje změnu výživy dle odborného doporučení v prvním kroku a celkovou změnu výživy a chování v následných krocích. Nedílnou součástí proteinového konceptu redukce hmotnosti je i návratový krok, kdy dochází k postupnému znovuzavádění sacharidů do stravy a pozvolnému návratu k racionálnímu stravování. Tato fáze má zásadní význam pro úspěch dietního konceptu PSMF a dlouhodobé držení váhového úbytku. Dietu je nutné dodržovat pod dohledem lékaře nebo nutričního specialisty.